# Крузе Микола Федорович
Микола Федорович Крузе (1823—1901) — російський громадський діяч і письменник.

## Біографія
Народився у Харкові, де закінчив університет.
З 1855 по 1859 служив цензором і своїм розумним ставленням до цих обов'язків сприяв вільному вираженню думок у щойно пожвавленій журналістиці, особливо в «Російському віснику», тоді ще ліберальному.
У 1865 був обраний першим головою земської управи в Ямбурзькому повіті і в тому ж році — першим головою земської управи Санкт-Петербурзької губернії; від останньої посади усунутий Найвищим велінням 17 січня 1867, у день закриття, також за височайшим повелінням, Санкт-Петербурзького губернського земського зібрання. Пізніше був членом ради дворянського земельного банку. Поміщав статті в «Російському віснику» (перших років), в «Віснику Європи» (по земським питань), в «Русской старине», в «Санкт-Петербурзьких відомостях» (під ред. В. Ф. Корша) і ін.